# Nory Kruchten
Nory Kruchten (Luxemburgo, 1944 - ) fue un dirigente de la natación y el presidente de la Liga Europea de Natación (LEN) desde 2008 hasta 2012.

## Biografía
Kruchten, se graduó en Educación física en la universidad de Estrasburgo, Francia. Desde 1967 a 2005 fue profesor de Educación física en Lycée Classique Echternach.
En cuanto a la natación, ha sido árbitro internacional 21 años, desde 1977 a 1998. Empezó en la LEN en 1986 y en la FINA desde  1996. Fue el presidente de la Liga Europea de Natación y vicepresidente de la Federación Internacional de Natación entre 2008 y 2012.